# Solo para ti
Solo para ti è un singolo del cantautore Álvaro Soler in collaborazione con il disc jockey Topic, pubblicato il 22 aprile 2022 contenuto nell’album raccolta The Best of 2015-2022.

## Descrizione
A proposito del brano, Àlvaro Soler ha dichiarato:

## Tracce
- Digital download

1. Solo para ti (Álvaro Soler X Topic) – 3:18

## Classifiche
| Classifica (2022) | Posizione massima |
| ----------------- | ----------------- |
| Austria           | 65                |
| Belgio (Fiandre)  | 6                 |
| Belgio (Vallonia) | 15                |
| Germania          | 57                |
| Paesi Bassi       | 62                |
| Svizzera          | 52                |